# كونك (غافروبارمون)
كونك (بالفارسية: کونک) هي قرية تقع في إيران في هرمزغان. يقدر عدد سكانها بـ 592 نسمة بحسب إحصاء 2016.